# Heteroszexualitás

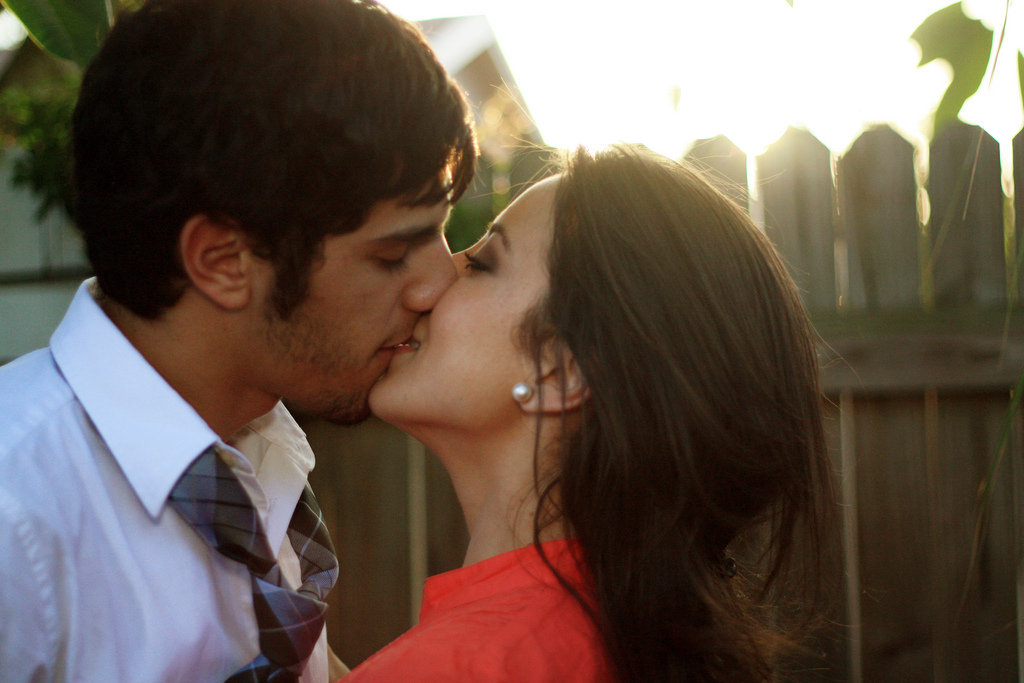
Heteroszexuális emberpár

A heteroszexualitás szexuális vagy romantikus vonzalom az ellenkező nemű személyek között (azaz a férfi és nő kapcsolata), és az emberek által tanúsított leggyakoribb szexuális irányultság és magatartás.
A kifejezést hasonlóképpen használják a nemi orientáció jelzésére, mint a homoszexuálist, és biszexuálist. Tehát a szóösszetétel elemeiben is utal a kifejezés tartalmára, eltérően a leszbikus szótól (lásd Szapphó).
Az angol nyelvterületről származó straight kifejezés szintén az ellenkező neműek felé irányuló szexuális orientáció jelzője.

## Etimológia
A hetero előtag szó görög eredetű, jelentése különböző (lásd heterogén). A szex utótag latin eredetű, ebben az esetben a biológiai, társadalmi nemet jelenti, nem a szexuális aktust.
Az angol Online Etymology Dictionary szerint a „heterosexual” főnevet 1920-tól jegyzik, a köznyelvi „hetero” rövidítést 1933-tól.
A heteroszexuális kifejezés szexuális orientációként való leírása egyaránt használt önazonosításként, és a szexualitás történetében. mint definíció.
Egyesek jobban szeretik a heteroszexuális kifejezést mint a straight-et, mivel az előbbi egy szexuális orientáció leírása, a második pedig nem nélkülözi a kulturális és szocio-politikai töltetet, amivel nem azonosulnak.
Új kifejezések használata is felmerült olyan esetekben, mikor a specifikáció fontosabb. Például létezik egy angol kifejezés a Men who have sex with men, rövidítve MSM, függetlenül a saját maguk önmagukra alkalmazott definíciójuktól (heteroszexuális, biszexuális, vagy homoszexuális), mint akik kiemelt kockázati csoport a HIV fertőzés szempontjából. Más kifejezések mostanában lesznek egyre elterjedtebbek, mint a heteroflexibis, aki önmagát heteroszexuálisként azonosítja, de időnként azonos neműekkel való szexuális tevékenységbe bonyolódik; vagy a metroszexuális jelző, amely divattal, öltözködéssel és életvitellel kapcsolatban a homoszexuális ízlés sztereotípiáival jelenít meg, a saját életstílusára és megjelenésére különös gondot és anyagiakat fordító heteroszexuális férfit.

## Jellemzése
Az ember biológiai szaporodását alapvetően a szexuálisan érett partnerek között zajló heteroszexuális közösülés biztosítja.
A heteroszexualitás, mint bármilyen fajta azonosság, nagyon szubjektív. Nyugati társadalmakban az emberre általában heteroszexuálisként gondolnak és ezért ezt definiálják normális, hétköznapi viselkedésnek. Más kultúrákban a heteroszexuális státuszba belefér az alkalmi homoszexuális közösülés, feltéve, ha a résztvevő a kapcsolat alatt megtartja a nemének (és társadalmi státuszának) hagyományosan megfelelő szerepet.
Sok, akár a mássággal kapcsolatban toleráns heteroszexuális vitatja, hogy valóban heteroszexuális-e egy magát annak valló, de alkalmi homoszexuális kapcsolatot folytató személy. Lásd: Helyzetfüggő szexuális magatartás.
Az analitikus pszichológia a normális személyiségfejlődés végső pontjának tekinti a heteroszexualitást. Hiányát patologikus szociális beilleszkedésnek állapítja meg. A normalitásnak ezt a definícióját azonban más pszichológiai iskolák eltérően értelmezik.
A mai szóhasználat minden szexuális magatartásnál megkülönbözteti a cselekedetet (tényleges viselkedés) és az orientációt (irányultság.)

### A szerelmi játék
A férfiak s nők semmiben sem különböznek annyira, mint nemi alkatukban. A szerelmi játék során jelentkező élettani változások viszont mindkét nemnél rendkívül hasonlóak. Két lépcsőben alakulnak ki. Az első során mindkét nem idegrendszerének és belső elválasztású rendszerének ugyanazon kontrollmechanizmusai tevékenyek: megélénkülő véráram irányul a nemi szervekbe, a szívverés felgyorsul, akárcsak a légzés, a szembogár (pupilla) kitágul. A második lépcsőben, férfiakban és nőkben egyformán alig egy másodperces izom-összehúzódások következnek be felfokozott erotikus örömérzés kíséretében. Lásd bővebben: nemi aktus.
A nemi aktus természetes okozata az orgazmus, de nem szükségképpen.
Az elmúlt években sok vita tárgya volt a női orgazmus. A női csúcspont elüt a férfiétól: nincs emisszió (kibocsátás), és néhány nő esetében az egyik orgazmust azonnal követheti egy újabb, míg a férfiakban ezt a nyugalmi állapot periódusa zárja, a következő lehetséges erekcióig percek, órák, vagy egyéntől függően napok is eltelhetnek, bár a kölcsönös örömszerzés érdekében az erekció fenntartására való törekvés során a szerelmi játék folyamatossága elősegítheti annak kontinuitását.
Ha a férfi hímivarsejtje megtermékenyíti a női petesejtet, fogamzásról beszélünk. Lásd bővebben terhesség.
Az utódok létrehozása az egyik legalapvetőbb ösztön, mindamellett nem egymaga táplálja a nemi vágyat.

### Párválasztás
Az embernél a párválasztás bonyolult társadalmi jelenség.
A szexuális ízlés rendkívül változó. Nem állítható fel egy állandó tulajdonsági csoport, mi a vonzó férfit és nőt jellemzi. Nagyszámú összetevő lehet hatással a szexuális izgalomra, mint a személyiség, kinézet, szellemi képesség, öltözködés, tisztaság, neveltetés, kulturális háttér és fizikai vonzalom és az aktuális korszak elvárásai, preferált szokásai.
Az emberiség részben a nemi izgalom fokozására impozáns eszköztárat fejlesztett ki, aminek csak egy keskeny szelete a finom illatokkal foglalkozó parfümipar.
A nemi szelekció az embernél is működik, ebben sem különbözünk az állatoktól. A párkeresésben a férfiakat és a nőket is ugyanazok a (nem tudatos) motivációk vezetik, mint az állatokat: vagyis a férfiak minél több nőt szeretnének megtermékenyíteni, a nők pedig biztosítva szeretnék látni (egészséges) gyermekeik felnevelését. A nők peteérésének, az állati folyamatoktól eltérő rejtettsége nagyban hozzájárult ahhoz, hogy összetett emberi csoportok alakulhassanak ki.

## Házasság
A világ országainak jelentős részében (például Lengyelországban, Afganisztánban, Csádban és Venezuelában) a házasság intézménye csak a heteroszexuális párok számára áll nyitva. Magyarország is ezek közé az országok közé tartozik.
Magyarország alaptörvénye kimondja, hogy házasság csak önkéntes elhatározás alapján, férfi és nő között jöhet létre. Lásd: Magyarország Alaptörvénye L) cikk (1) bekezdés
„Magyarország védi a házasság intézményét mint férfi és nő között, önkéntes elhatározás alapján létrejött életközösséget, valamint a családot mint a nemzet fennmaradásának alapját. A családi kapcsolat alapja a házasság, illetve a szülő-gyermek viszony.”
Számos más ország ugyanakkor biztosítja a heteroszexuális és a homoszexuális párok egyenjogúságát, és lehetővé teszi az azonos neműek házasságát.

## Heteroszexuális viselkedés az állatvilágban
Az állatvilágban a szaporodást, az ivarérett partnerek között zajló heteroszexuális közösülés biztosítja.
Az állatok és az ember nemi élete közti különbség már sokakat foglalkoztatott. Friedrich Engels is írt arról, hogy szaturnáliák valószínűleg az állatok szezonális nemi aktivitásának atavisztikus tükröződései. (Az ókori római szaturnáliákat december 17-én, a téli napforduló idején, az őszi vetés befejezésekor, Szaturnusz isten tiszteletére ülték meg. Eredete Görögországon át Mezopotámiába nyúlik vissza.) A sötétség felerősítette az emberek félelmét a haláltól, és az elmúlással éppen a nemiség alternatíváját állították szembe. Az ókori szaturnáliák érdekes maradványa a fagyöngy mai szerepe. Az ókelták ugyanis – papjaik, druidáik vezetésével – a szaturnáliák idején az erdőkben szabad folyást engedtek ösztöneiknek. A fagyöngy tulajdonképpen az erdő szimbólumaként élt tovább.
Az állatvilágban jól ismert az ivarzás („tüzelés”, „sárlás” stb.) ciklusa. Miként a nemi ciklusnak az élővilágban, úgy a havi ciklusnak az emberben az a szerepe, hogy biztosítsa a fogantatásra, illetve a terhességre való közvetlen felkészülést.
Az állatvilágban a nőstény csakis akkor képes és hajlandó nemi életre, mikor van megtermékenyítésre kész petéje. (Kivétel, illetve az emberek irányába mutató átmenet figyelhető meg a magasabb rendű emlősöknél: a emberszabású majmoknál, (de például a delfineknél is) amelyeknél a nemi élet már nem korlátozódik a tüszőrepedés napjaira, de e körüli koncentrálódása szembetűnő.) Éppen ezért az állatvilágban a hímnek meglehetősen alárendelt szerepe van a nemi életben, hiszen az mindig a nősténytől függ. Bizonyos állatfajoknál – ilyen például a nyúl – maga a nemi aktus váltja ki a tüszőrepedést.
Az állatvilágban a párválasztás a pillanatnyi véletlentől függ: amikor a nőstény, ivarzásra kész állapotba kerül, akkor általában az éppen a közelében tartózkodó hímmel oldja meg a fajfenntartást (ha eltekintünk a közösségen belüli hímek közötti hierachiától).
Az állatvilágban a nemi élet mindig egyformán, a vadon élő állatok esetében általában néhány másodperc alatt zajlik le. Ezzel szemben a nemi ösztönöket az embernél már kultúra szabályozza. Az ember humanizálta a nemi életet, kettéválasztotta örömszerző és gyermeknemző funkcióra.

## A heteroszexualitás történelme
A heteroszexualitás történelme a szexualitás történelmének a részét képzi.
Az emberiség és a társadalom életében oly fontos szerepet játszó nemiséget, a nemi életet hosszú ideig a tudatlanság misztikus homálya borította. Érdekes tanulmányozni azokat a tapasztalatokat, amelyeket a néprajzkutatók gyűjtöttek különböző primitív népek között, elsősorban az ausztráliai és polinéziai szigeteken élő törzseknél, mivel ezekből következtetni lehet a nemiségről szerzett korai ismeretekre.
Az a tény, hogy a fogamzáshoz nemi aktus szükséges körükben is ismert. De szerintük erre például csak egyszer van szükség. Az első nemi kontaktus ugyanis valami gátat (szűzhártya?) tör át, s ettől kezdve már a Természet különböző megnyilvánulásai végzik a megtermékenyítést.
Nagyon sokáig uralkodtak ilyen és ehhez hasonló nézetek a nemiséggel kapcsolatban, a 30-as évek vége felé aztán egy amerikai kutatócsoport Alfred Charles Kinsey (1894-1956) vezetésével – a tudományos körültekintés igényével vállalkozott a nemi élet feltérképezésére. A tizenöt évig tartó kutatás során Kinsey elsőként tára fel Észak-Amerika mai lakosainak szexuális magatartásformáit, tekintetbe véve a vallási és életkorbeli differenciákat. 1948-ban tették közzé először a férfiak, majd 1953-ban a nők nemi életére vonatkozó tényeket. Számos alapvető megállapítást tettek. Így például Kinsey-ék vizsgálatai alapján bizonyosodott be, hogy a nemi aktivitás – melyet a heti közösülési gyakoriságával fejez ki – mind a férfiaknál, mind a nőknél valóban némi csökkenést mutat az életkor előrehaladtával.
A nemiség szociális megítélése az 50-es évek vége óta forradalmi változáson ment át. Volt idő mikor szinte tilos volt a szexualitásról beszélni, ma pedig (a másik véglet) majdhogynem gátlástalanul tárgyalja, a könyvpiac, újság, rádió, és televízió.
A születésszabályozás modern módszerei sokak számára tették ebből az egy szempontból kockázatmentessé a szexuális együttlétet. Részben ennek is köszönhető, hogy a fiatalok között normális, bevett gyakorlat lett a házasság előtti nemi élet, holott ezt korábban nagy felháborodás kísérte.
A szexualitás megítélésének történetében főleg a nők helyzete és magatartása változott. Mára szertefoszlott a férfi-nő szokásos mítosza: eszerint a férfi kéjsóvár, aki állandó szexuális készültségben él, a nő pedig törődött, aki erőszakos férje mellett szenved, de néha hízelgéssel le lehet venni a lábáról.
Noha a változások során eltűnt pár nemkívánatos tabu, de a szexuális forradalomnak néhány rossz következménye is van.
- A szex nemcsak, hogy aránytalan mértékben tört be a tömegkommunikációs piacra, de az ilyen vonatkozású kiadványok, filmek, reklámok, szinte egyöntetűen azt sugallják, hogy a „jó” szex, amelyhez akárkinek joga van, csupán teljesítmény ügye, a lehetséges orgazmus-képtelenség, pedig egyszerűen onnan ered, hogy a partnereknek nem megfelelő szeretkezési szokásai vannak.
- Másrészt sokakban éppen az új keletű „szabadosság” okoz feszültségeket. Bár nem kívánják feladni (az aktuális viszonyok között konzervatívabb) elveiket, de rájuk nehezedő nyomásként élik meg a „szabad szerelmet”, amivel nap, mint nap szembesülni kénytelenek, mert közösségük, szociális státuszuk, a divat, a barátok így követelik meg.
- A szexualitás súlya sokszor a dolog fizikai oldalára tolódik (partnerek száma, az aktus jellege stb), és ez mentális megterhelést okozhat; aggodalmak támadhatnak az illetőben tulajdon nemiségével kapcsolatban.

Csaknem mindenkinek vannak ilyen jellegű eseti szorongásai. A legtöbbjük átmeneti, de van, ami tartósan bénító hatású.
Lásd még: szexuális problémák, frigiditás, identitászavar.

## Szleng
- A straight szó jelentése egyenes, a heteroszexuálisokra való használata a 20. században jelent meg, szidalomszóként. A „to go straight” frázisból származik.[8]

- A breeder (tenyésztő) kifejezéssel, amit eredendően állatokra használnak, szintén negatív módon illetik a heteroszexuálisokat (jellemzően homoszexuálisok). A kifejezés azon alapszik, hogy míg a heteroszexuális kapcsolat és aktus képes utódnemzésre, addig a homoszexuális nem.

- Az időnként felbukkanó szélsőséges hangulatkeltő "Kill a str8 save the world!" rigmus a heterofóbia egyik szóbeli, tettlegességre felhívó megnyilvánulása. (A leírott: str8, egy szójáték az angol straight-egyenes és eight-nyolc kifejezésekkel.)

## Bibliográfia
- Kinsey, Alfred C., et al., "Sexual Behavior in the Human Male". Indiana University Press. ISBN 0-253-33412-8
- Kinsey, Alfred C., et al., "Sexual Behavior in the Human Female". Indiana University Press. ISBN 0-253-33411-X

## Külső hivatkozások

### Külföldi
- The Kinsey Institute
- "Heterosexual partner rights raise questions". The News' View, Yale Daily News Publishing Company. 2004. január.

### Magyar
- szexualpszichologia.lap.hu
- A szexuális orientáció kialakulása